# Юй Сянь
Юй Сянь (кит. 毓賢, 1842 г., Китай — 22 февраля 1901 г., Ланьчжоу, Китай) — китайский политик конца династии Цин, губернатор провинции Шаньдун, губернатор провинции Шаньси, известен жестокими преследованиями китайских христиан во время Ихэтуаньского восстания.

## Биография
Юй Сянь был маньчжуром, принадлежащим к Восьмизнамённой армии. После кэцзюй получил низшую должность цзяньшэна. Используя связи своего отца, который был чиновником в провинции Гуандун, и средства, полученные после продажи родового имения, он в 1879 году приобрёл за деньги должность префекта.
С 1897 года исполнял должность губернатора провинции Шаньдун. В ноябре 1899 года вследствие давления со стороны колониальных держав был перемещён в провинцию Шаньси, где занимал должность губернатора. Юй Сянь умело влиял на ксенофобские настроения правящей элиты и пытался изменить их политику по отношению к боксёрам.
Во время Ихэтуаньского восстания Юй Сянь поддерживал боксёров. В июле 1900 года Юй Сянь приказал арестовать и казнить христиан в Тайюане, среди которых были два католических епископа, семь монахинь из монашеской конгрегации «Францисканки Миссионерки Марии», 12 католических священников, 34 протестантских проповедника с семьями (среди них было 11 детей). Юй Сянь собственноручно убил во время казни епископа апостольского викариата Северного Шаньси Григория Грасси.
Юй Сянь не пытался сдерживать боксёров и всячески поддерживал их. В общей сложности за время правления Юй Сяня в провинции Шаньси был убит 191 западный миссионер, более 10 000 китайских христиан, сожжено и разрушено 225 церквей.
28 сентября 1900 года после вмешательства европейских государств Юй Сянь был уволен с должности губернатора Шаньси. 13 февраля 1901 года его осудили за поддержку стихийных убийств и отправили в ссылку в Синьцзян. Юй Сянь был убит по дороге в ссылку 22 февраля 1901 года возле города Ланьчжоу.

## Источник
- Paul Henry Clements: The Boxer rebellion: a political and diplomatic review. New York: AMS Press, 1979, s. 200. ISBN 9780404511609
- Joseph Esherick: The origins of the Boxer Uprising. Berkeley: University of California Press, 1987, s. 191. ISBN 0-520-06459-3